# آیاکا سوزوکی (بازیکن فوتبال)
آیاکا سوزوکی (انگلیسی: Ayaka Suzuki؛ زادهٔ ۲۸ فوریهٔ ۱۹۹۷) بازیکن فوتبال اهل ژاپن است.